# Museo di Piana delle Orme
Il Museo di Piana delle Orme è un parco-museo in provincia di Latina contenente circa 50000 reperti distribuiti in molti padiglioni secondo molteplici temi contestualizzati con il territorio che vanno dallo Sbarco di Anzio durante la Seconda guerra mondiale alla bonifica dell'Agro Pontino.

## Caratteristiche
Il Museo, privato, nasce nel 1997 dalla collezione di Mariano De Pasquale (1938-2006) imprenditore, fondatore e proprietario di un'azienda di floricultura.
All'interno di 16 padiglioni da 1500 metri quadri ognuno, disposti su due file, sono stati raccolti migliaia di oggetti che testimoniano non solo il recente passato bellico ma anche la cultura contadina. Si tratta di una moltitudine di reperti tra i più disparati: giocattoli, strumenti di lavoro, oggetti di vita quotidiana, trattori e idrovore utilizzate per la bonifica e dopo la bonifica, tram, auto, moto, armi e mezzi militari come aerei, carri armati, elicotteri, jeep, fucili, proiettili, divise, etc... Ogni padiglione affronta un particolare tema attraverso specifiche ricostruzioni didattiche ricche di animazioni ed effetti sonori. Allestimenti scenografici, organizzati in diorami in scala 1:1, sono volutamente privi di barriere tra gli oggetti esposti e il visitatore.
Spalle all'entrata, la fila di destra dei padiglioni espone i temi bellici relativi alla seconda guerra mondiale in cui è rimasta coinvolta l'Italia e il Lazio, quella di sinistra invece i temi dedicati all'agricoltura e alla vita quotidiana in tempo di pace.

## Percorso di pace

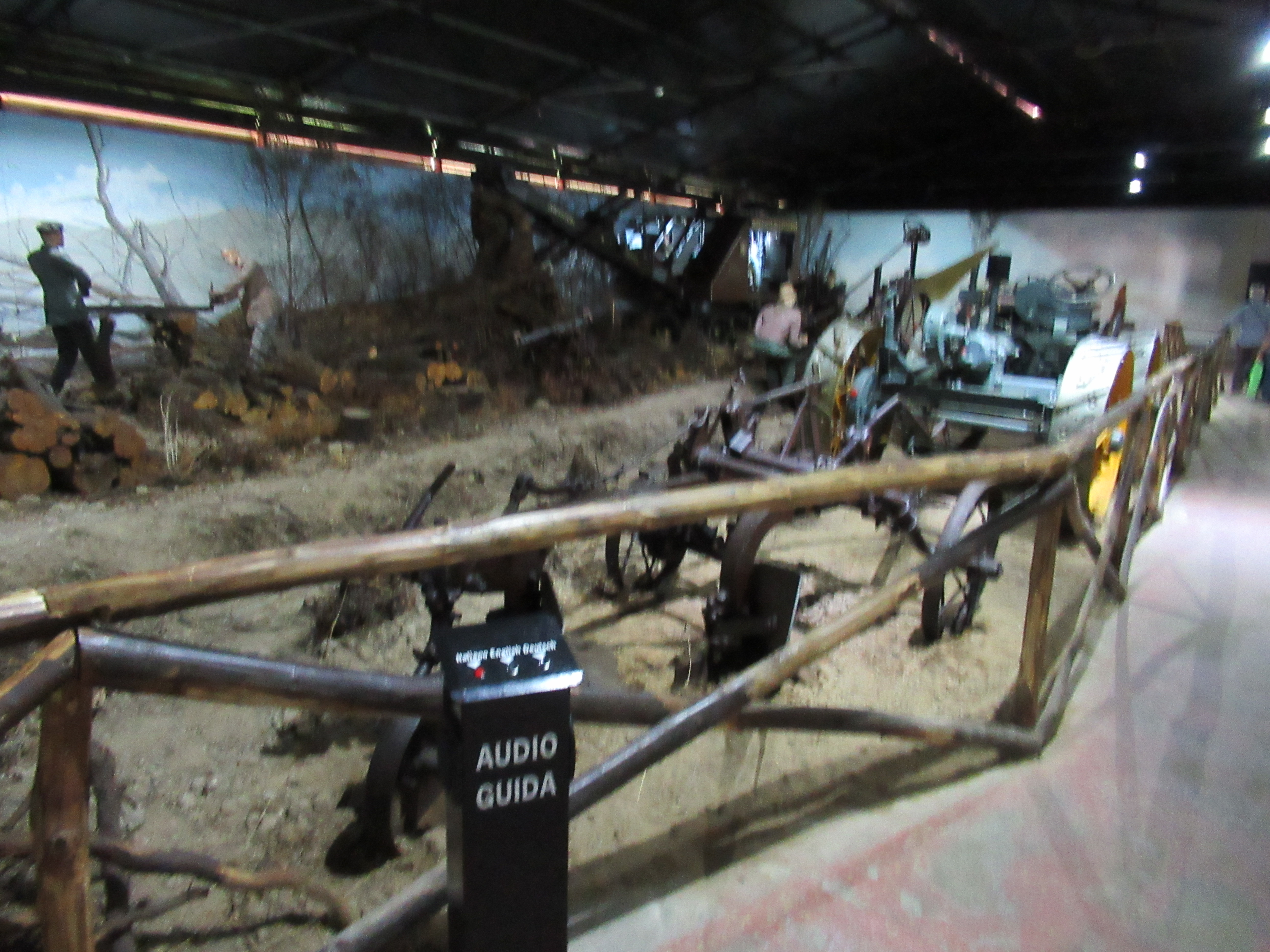
Diorama, Padiglione Bonifica Pianura Pontina

- Giocattolo d’Epoca

La collezione di Piana delle Orme comprende auto giocattolo, aerei, navi, giocattoli tecnologici, giocattoli didattici, mezzi da lavoro, automi, bambole e relativi arredi, robot e astronavi, ferrodellismo, mezzi militari, soldatini, da fine '800 a fine '900. Tra le principali ditte costruttrici compaiono: Ingap, Marcheselli, Heinrichsen, Corgi, Solido, Dinky Toys, Lima, Märklin, Schuco, Gama, Rivarossi, Xiloplasto, Figir, Chialù, Elastolin, Lineol, Nardi, Rovello.
- Bonifica delle Paludi Pontine

Il percorso si snoda lungo un itinerario che porta a conoscere le Paludi Pontine: l’ambiente, gli abitanti e le attività che vi si svolgevano. Tra scenografie suggestive ci si trova tra gli operai addetti allo scavo dei canali e all’interno di un impianto idrovoro.
- Mezzi Agricoli d’Epoca

La collezione comprende più di trecento esemplari che vanno dai prime locomobili a vapore ai trattori con motori a petrolio. Ci sono esposte decine di trattrici e attrezzi che hanno rappresentato le tappe più significative della meccanizzazione agraria. Erpici, seminatrici, imballatrici, trinciaforaggi, trebbiatrici accompagnano il cammino.
- Vita nei Campi

In questo tratto di percorso si ripercorre il lungo cammino dell’Umanità per raggiungere quel benessere alimentare, economico a sociale a cui ora siamo abituati. Si ritrova il mondo ormai perduto delle tradizioni e della cultura contadina. Viene mostrato il modo in cui in passato si faceva il vino, l'olio, il pane e il formaggio, il funzionamento di una carbonaia e come si trebbiava il grano. Si possono anche ammirare alcuni coloratissimi carretti e i loro intarsi, opera di abili artigiani. Si passa poi nell'officina di un fabbro carraio e nel "salone" di un barbiere. Infine viene descritto il periodo dell’emigrazione dal sud verso le industrie del Nord Italia.

## Percorso di guerra

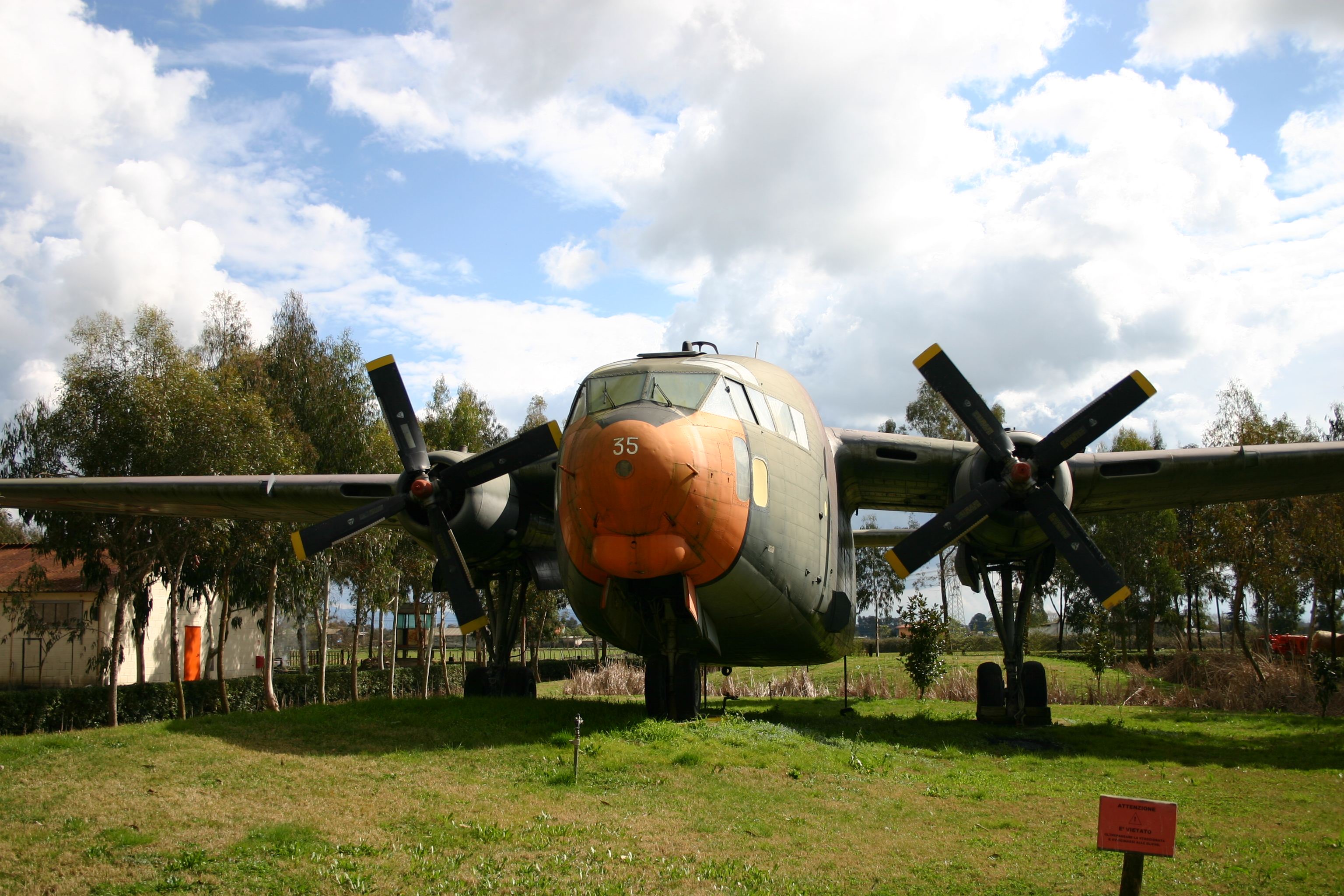
All'ingresso del Museo

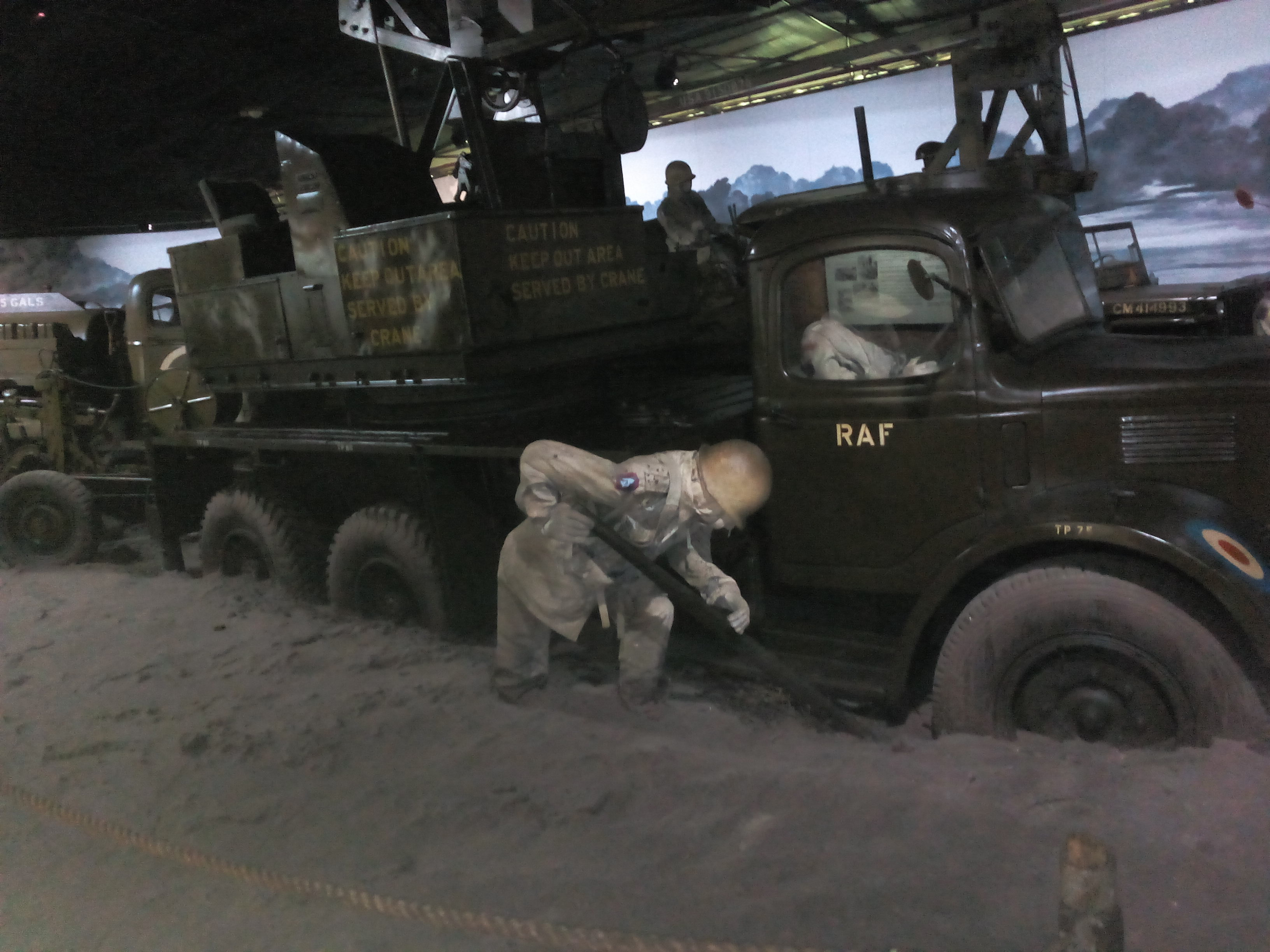
Diorama, Padiglione Battaglia di Cassino

- Deportazione e internamento

Attraverso la ricostruzione di una stazione ferroviaria con tanto di vagoni e locomotive d'epoca viene raccontata la tragedia della deportazione degli ebrei italiani verso i campi di sterminio nazisti.
- Mezzi Bellici d’Epoca

Si offre al visitatore la possibilità di prendere diretta visione delle più diverse attrezzature militari utilizzate nei teatri di battaglia durante la Guerra di liberazione nazionale ad opera delle forze alleate, oltre che di quelle nemiche dell'Asse nazi-fascista. Sono esposti decine di mezzi di trasporto, pezzi di artiglieria, mezzi anfibi, strutture mobili del genio militare, della Croce Rossa, etc.
- Da el Alamein a Messina e Salerno

Viene rievocata l'entrata in guerra dell'Italia a fianco della Germania nazista. Si ode la voce di Mussolini dal balcone di Piazza Venezia informare attraverso la radio migliaia di italiani sgomenti, poi un colpo di cannone introduce nel clima di guerra. Si assiste "in diretta" alla mobilitazione dell’esercito e alla partenza per il fronte di tanti giovani soldati.
- Sbarco di Anzio

In questo padiglione sono ricostruite le operazioni dello sbarco di Anzio, la sanguinosa battaglia dei Rangers, gli sfollamenti e l’interno di un rifugio. Un breve filmato ne ripercorre la storia. Una sezione è dedicata al Curtiss P40L.
- Battaglia di Cassino

Questo tratto del percorso rievoca i cruenti eventi legati al fronte di Cassino e del bombardamento alleato dell'abbazia di Montecassino.
- Uso Civile dei Residuati Bellici
- Laboratorio di Storia delle Telecomunicazioni

## Polo Aereo-Navale
Nuova area all'aperto che ospita mezzi aerei e navali storici appartenenti all'Aeronautica Militare e alla Guardia di Finanza. Tra questi il pattugliatore marittimo Antisom Lockheed PV-2 "Harpoon", unico velivolo di tale tipo in Europa, e la vedetta veloce V.4001 "Drago".

## Il "Paperino" conteso
Prestigiosa acquisizione del Museo è stata quella del carro armato statunitense M4 Sherman modificato appositamente per le operazioni di sbarco in Italia e in Normandia. Il modello Sherman DD fu soprannominato Paperino a causa di una fantasiosa interpretazione dell'acronimo con la doppia consonante. Il mezzo era anfibio ma per una collisione durante la manovra di sbarco nel gennaio del 1944, subì danni al sistema di galleggiamento e affondò provocando la morte del pilota, Walter Kumecki, seppellito poi, come tanti altri, nel Cimitero americano di Nettuno. Il 18 maggio del 2002, il carro armato viene recuperato su iniziativa di Mariano De Pasquale che finanzia l'operazione con 20 000 euro. Il mezzo era stato individuato nel 1998 da alcuni sub salernitani, nel Golfo di Salerno, a due miglia dalla costa di Paestum e alla profondità di 24 metri.
Nel 2000 l’U.S. Navy aveva tentato il recupero ma il tentativo era fallito . Il De Pasquale dopo il successo dell'operazione da lui finanziata, trasferì il reperto nel suo Museo e lo sottopose a difficili operazioni di restauro. Del modello recuperato erano stati prodotti, tra il 1943 e il 1944, 693 esemplari: attualmente al mondo ne risultano solo altri due, uno in Inghilterra e l'altro in Francia. Grazie alla passione per la storia dell’Associazione Culturale AR.CO., dei titolari, dei dirigenti e dei collaboratori del Museo e grazie anche al The Tank Museum di Bovington in Inghilterra che ha fornito i piani costruttivi e i particolari del modello, sostituite con ricambi originali parti del motore, smontati e ripristinati ingranaggi e meccanismi di movimento, in 6000 ore di lavoro, sono stati riparati sia i danni causati dalla collisione sia quelli dovuti alla prolungata permanenza in mare, finché il mezzo, caso unico tra i tre sopravvissuti, è diventato perfettamente funzionante.
Lo Sherman DD doveva costituire l'arma segreta nello sbarco in Normandia del 1944. Per questo fu "testato" nel golfo di Salerno dal generale Dwight Eisenhower, futuro presidente degli Stati Uniti. Dopo il recupero sono iniziate le contese legali. Il valore del reperto però non è stato chiaro subito a tutti, tant'è che la Sopraintendenza, pur sollecitata, in un primo tempo non ritenne di doversene occupare. Solo dieci anni dopo, ammettendo l'errore, ha citato in giudizio il Museo di Piana delle Orme, rivendicando il diritto di proprietà. La città di Salerno che nel 2012 ha inaugurato un proprio Museo dello sbarco, rivendicava per sé il reperto.. Nel 2016, dopo due gradi di giudizio sfavorevoli al Museo di Piana delle Orme, il "Paperino" sembrava dovesse cambiare sede. Tuttavia sia per il ricorso presentato sia per una petizione accolta dal ministro Dario Franceschini, pur essendo stata riconosciuta la proprietà dello Stato, il bene viene affidato ufficialmente al Museo che già lo custodiva.
Oltre al "DD" nel museo ci sono altri tre Sherman ordinari che a volte sono usati per scopi cinematografici come nel film La vita è bella con protagonista Roberto Benigni.

## Posizione
Il museo è situato all'interno di un omonimo parco agrituristico dove è anche possibile vedere, contestualmente al percorso museale, pavoni, conigli, pony ed altri animali.